# 優品360

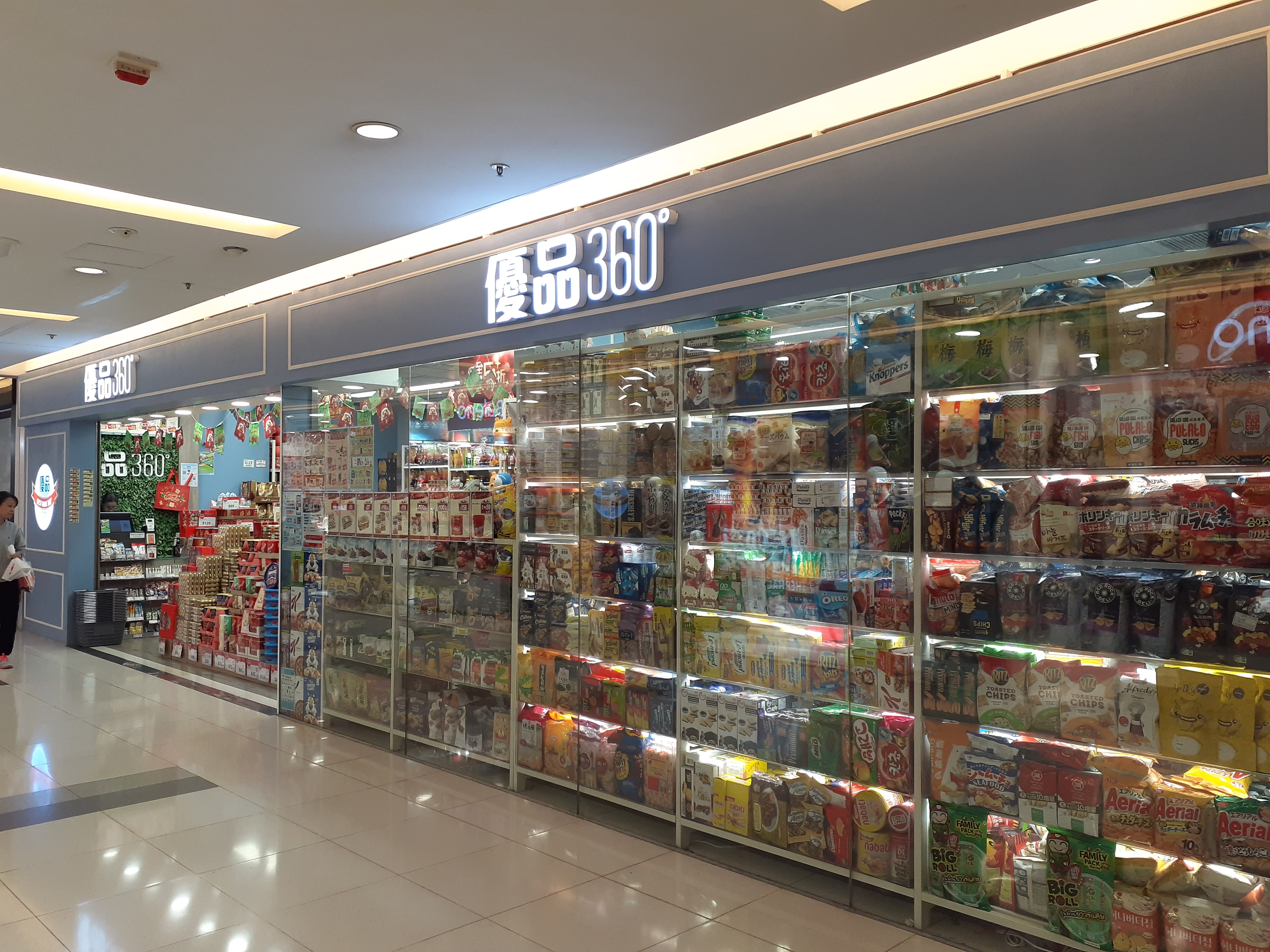
優品360在長沙灣昇悅商場分店

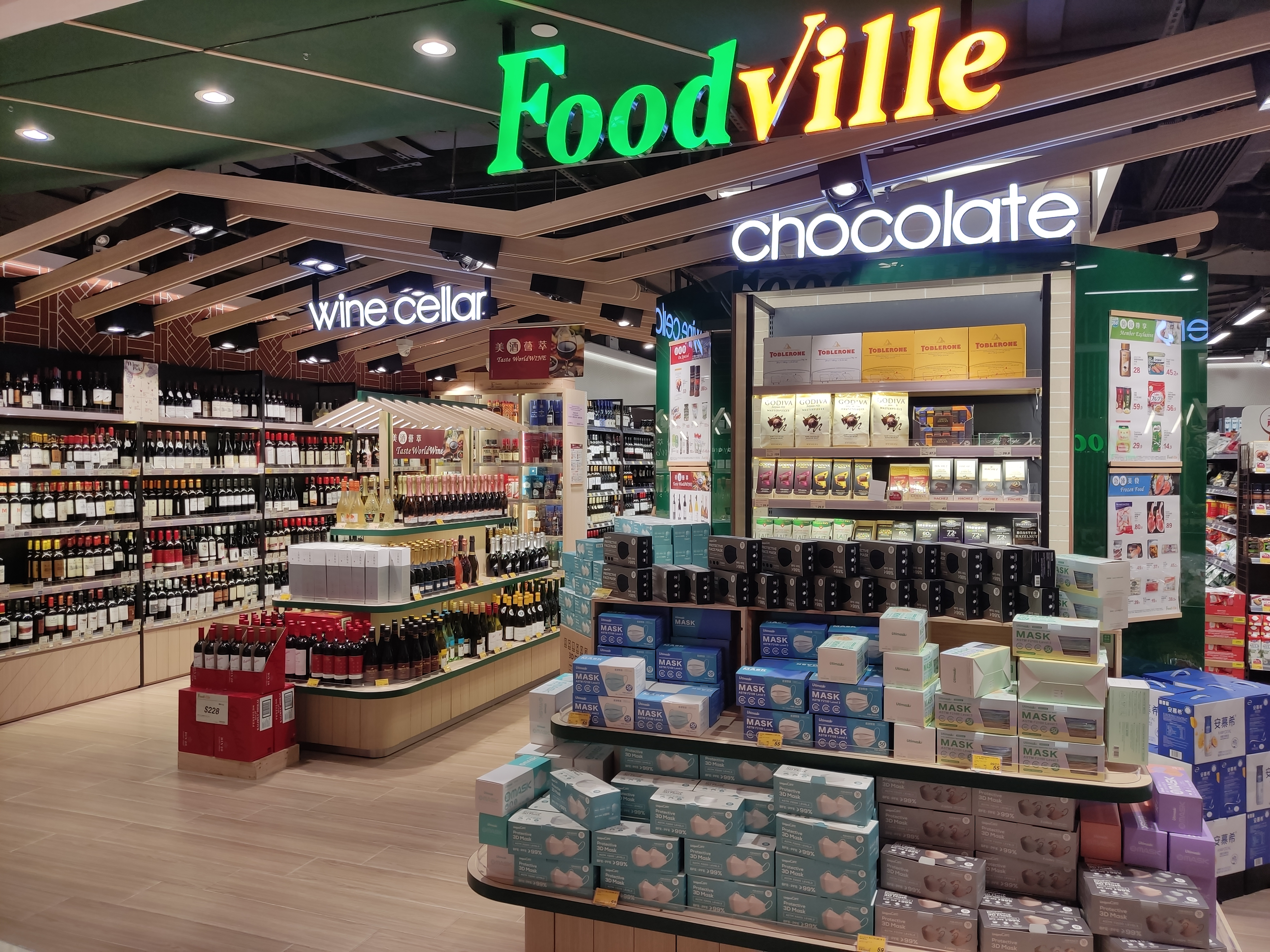
優品360旗下的Foodville在將軍澳THE LOHAS商場的分店

優品360控股有限公司（英語：Best Mart 360 Holdings Limited）（港交所：2360）是一家成立於香港的連鎖零食銷售商，2019年1月11日於香港交易所主板上市，目前在香港、澳門、深圳擁有超過140間分店，運營「優品360」和「FoodVille」兩品牌。董事會主席為林子峰，行政總裁為許志群，公司董事亦包括蔡素玉及施榮懷。2023年3月，中國央企招商局集團旗下的招商局海通贸易有限公司以8.624億港元購入優品360的49%股權，成為集團大股東。

## 業務
優品360由林子峰及許毅芬創立。2013年7月12日，優品360在香港上水石湖墟開設首間店舖，主要銷售進口零食、飲品及雜貨。2017年，全港分店超過50間，2019年達100間。
2019年12月，優品360更改其在2019年上市時集資取得的資金用途。將原本用作在香港開設新零售店的3,000萬元，轉為用作包括在澳門及內地市場的對外投資。2019年12月17日，集團在澳門開設首家分店。
2021年9月，主打高級產品的品牌「FoodVille」首間店鋪康城店開幕，2021年12月，在深圳開設首間分店，惟因競爭激烈，內地業務已於2024年初結束。

## 財務狀況
香港證監會於2019年6月曾點名指優品360的股權高度集中，最大20名股東的所持量達95.77%，其中由創辦人兼董事會主席林子峰擁有一半股權的朗逸控股有限公司的持股量達75%。證監會表示若股權高度集中，即使只有少量交易亦可能使股票大幅波動，呼籲投資者買賣時需審慎。
2020年6月24日，優品360公布截至2020年3月31日之2019-20年度業績。該年度純利1,210萬港元（下同），相對於2018-19年度全年純利5,973萬元，大幅減少79.7%。期內總收入12.30億元，相較去年收入12.88億元輕微減少4.5%。同店銷售按年減少18.6%（上一年度為按年增加6.8%）。毛利4.11億元，按年減少5.3%，毛利率33.4%。每股盈利1.2仙，不派發末期股息。優品360指收入及盈利減少主要是由於2019年上半年受中美貿易緊張局勢升溫帶來的經濟不明朗因素影響，下半年則受到香港整體經濟進入衰退期影響。當中2019年6月以來香港發生的社會運動以及疫情均大幅削弱本地及遊客消費意欲，以遊客為目標的零售店舖銷售表現更出現嚴重倒退。公司已參加兩輪「保就業計劃」，減輕財務壓力。

## 反修例示威期間店舖遭破壞

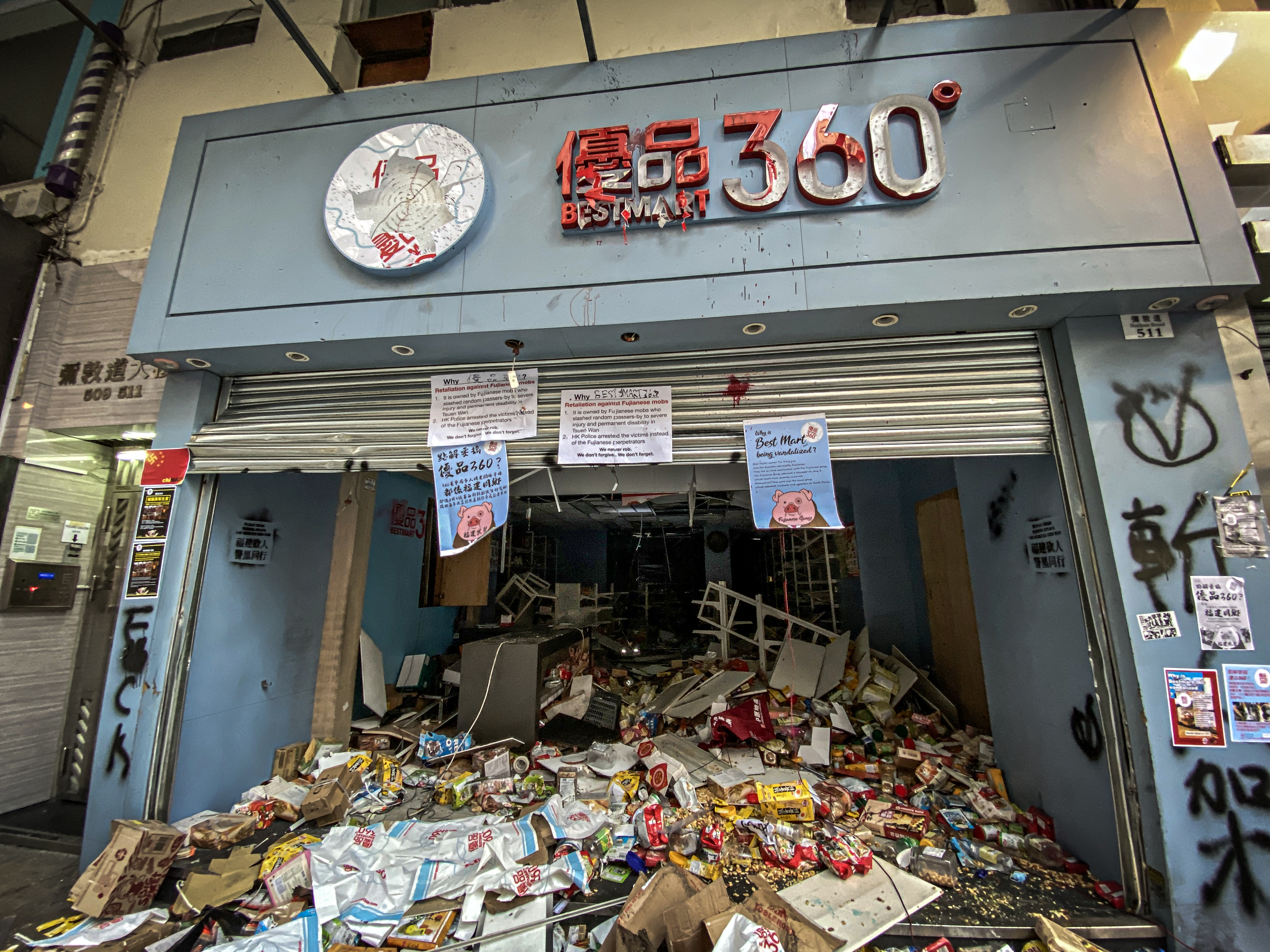
2019年10月抗议活动期间遭示威者破坏的优品360店铺

2019年反修例運動時，由於被懷疑「福建幫」曾經毆打示威者，而優品360創辦人與福建同鄉會關係密切，優品360多間分店遂成為被攻擊的目標，不斷遭人破壞，包括推倒貨架、打破玻璃櫥窗、塗鴉、破壞大閘和在門外焚燒雜物等等。同年9月和10月，優品360先後發出聲明，表示該公司和其管理層與福建黑幫無關。其主席林子峰接受傳媒訪問表示，與福建幫黑社會無關，又贊成成立獨立調查委員會。
截至10月13日，優品360公布數據指共有59間店舖受到破壞，而3月底數據顯示優品360共經營分店102間，而由於受破壞店舖數目眾多，須進行不同程度維修，分店運作、集團業務營運及財務表現將會受負面影響，亦可能不獲保險賠償或賠償額不足。集團股價從同年6月至10月累積跌近4成。
2020年6月24日，優品360公布2019-20年度業績。當中指出因店鋪受破壞，導致裝修及設備帳項及存貨帳項分別錄得212.2萬元及982.5萬元損失，較去年分別增加1.73倍及0.77倍。
2020年1月中，一名54歲男子因在2019年10月13日刑事毀壞優品360葵涌新都會廣場分店，被法庭判囚8個月。同案一名男學生承認一項刑事毀壞罪，被判入更生中心，兼遭勒令賠償店舖損失1134.5元。2021年2月，一名14歲少年因在2020年2月4日刑毀優品360天水圍一間分店，被判18個月感化令。同案一名13歲印度裔少年亦因刑事毀壞優品360分店，被判感化令。

## 外部連結
- 優品360官方網站（页面存档备份，存于）